# Marcelo Araya
Marcelo Araya Zapata (Viña del Mar, 27 de septiembre de 1969)es un oficial de Carabineros de Chile y abogado. Fue nombrado general director de la institución por el presidente de la República, Gabriel Boric, desde el 27 de septiembre de 2024, reemplazando al general Ricardo Yáñez, debido a su renuncia presentada el mismo día.
Desde el año 2022 hasta su nombramiento como general director se desempeñaba como General Subdirector en la Subdirección General de Carabineros, siendo el segundo al mando de la institución, después del general Yáñez.

## Carrera policial
Ingresó a la Escuela de Carabineros de Chile en 1987, al año siguiente egresó con el grado de Subteniente. 
Desde entonces en su carrera policial ha desempeñado diversos cargos y responsabilidades, incluidos:
- Subteniente en la 19ª Comisaría de Providencia (1989).
- Instructor en la Escuela de Carabineros (1991).
- Prestó servicios en la Dirección de Inteligencia Policial (1996).
- Comisario de la 1ª Comisaría de Iquique como Mayor (2007).
- Jefe de Operaciones de Control de Drogas en la Zona Norte como Teniente Coronel (2009).

- Prefecto de la Prefectura El Loa (2014).
- Jefe del Departamento de Encargos S.E.B.V. (2015).
- Director de Asuntos Internos (2016).
- Secretario General de Carabineros (2017).
- Agregado Policial en la Embajada de Chile en Perú (2018).
- Jefe de Zona en Coquimbo y Antofagasta, y Jefe de Zona Control de Orden Público en la Macro Zona Sur (2018)
- Director Nacional de Orden y Seguridad como General Inspector (2020).
- General Subdirector de Carabineros (2022).

### General Director de Carabineros de Chile
El 27 de septiembre de 2024 asume el liderazgo de Carabineros de Chile, luego de la renuncia del general Ricardo Yáñez, debido a que este se enfrentaría en días posteriores a un proceso de formalización de investigación en su contra.Fue nombrado por el presidente de la república de Chile, Gabriel Boric Font.

### Historial de ascensos:[2]
Su historial de ascensos en Carabineros de Chile es el siguiente:
- 1987: Aspirante a Oficial de la Escuela de Carabineros de Chile
- 1988 Subteniente
- 1991 Teniente
- 2000 Capitán
- 2007 Mayor
- 2009 Teniente coronel
- 2014 Coronel
- 2019 General
- 2020 General Inspector
- 2024 General Director

## Estudios académicos y docencia
En 2016 obtuvo el grado académico de licenciado en ciencias jurídicas en la Universidad Bernardo O'Higgins, y el título profesional de abogado, entregado por el poder judicial.
Marcelo Araya durante su trayectoria ha completado diversos estudios en materia de seguridad, derecho y gestión pública, incluido diplomados y cursos, entre estos están:

#### Diplomados[2]
- Seguridad Integral (2007).
- Nuevo Proceso Laboral y de Familia (2016).
- Argumentación y Litigación Jurídica (2017).
- Control de Gestión del Riesgo de Desastres (2023).
- Dirección y Gestión Pública (2023).

#### Cursos[2]
- Instructor de Inteligencia y Protección de Personas Importantes.
- Manejo de Crisis.

### Docencia[2]
Desde 1993 hasta 2020 ha desempeñado labores docentes en diversas instituciones, incluida 
- Escuela Formación de Carabineros, impartiendo clases de Aplicación de la Ley, clases de Redacción Profesional, clases de Aplicación Policial de la Ley Penal, clases de Taller Práctico de Inteligencia, y clases de Operaciones.
- En 2015 se desempeñó como Profesor en el Centro de Perfeccionamiento de Carabineros, impartiendo clases de Doctrina Institucional.
- En 2016 se desempeñó como Profesor en Escuela de Carabineros, impartiendo clases en el área de Doctrina Institucional, y como Profesor en Academia Ciencias Policiales, impartiendo clases de Gestión.
- En 2017 se desempeñó como Profesor en Escuela de Suboficiales (Santiago), impartiendo clases de Ciencias Policiales.
- En 2020 se desempeña como Profesor en Centro de Perfeccionamiento de Carabineros, impartiendo clases de Control de Orden Público.